# Монегасско-сан-маринские отношения
Монегасско-сан-маринские отношения — двусторонние дипломатические отношения между княжеством Монако и республикой Сан-Марино.

## История
В 2006 году страны подписали соглашение об установлении двусторонних дипломатических отношений. 18 мая соглашение подписал Сан-Марино и 1 июня — Монако. 29 июля 2009 года страны подписали соглашение об обмене информацией по налоговым вопросам. Страны поддерживают друг друга на пути европейской интеграции.
30 мая 2017 года состоялась трехсторонняя встреча между делегациями Монако, Андорры и Сан-Марино для обсуждения хода переговоров с Европейским союзом.
15 октября 2021 года состоялась координационная встреча между делегациями Андорры, Монако и Сан-Марино в преддверии очередных заседаний по переговорам о заключении соглашения об ассоциации с Европейским союзом. Делегации обсудили основные вопросы текущих переговоров и наиболее чувствительные аспекты.
1 и 2 ноября в рамках конференции Организации Объединённых Наций по изменению климата состоялись переговоры между послами Сан-Марино и Монако.

## Дипломатические миссии
- Монако представлено в Сан-Марино на консульском уровне через консульство[6]. Также посольство Монако в Риме, столице Италии, аккредитовано и в Сан-Марино[7].
- Сан-Марино представлен в Монако на консульском уровне через консульство в Монте-Карло[8].